# Woda brachiczna
Woda brachiczna, woda brakiczna, woda słonawa – stanowi mieszaninę słodkich wód rzecznych i słonych wód morskich o zasoleniu niższym niż wody morskie, ale wyższym niż zasolenie wód rzecznych. Powstaje najczęściej w obszarach ujściowych rzek o zmniejszonej/utrudnionej wymianie wód z otwartym morzem (na Bałtyku np. Zalew Szczeciński, Zatoka Greifswaldzka). 
Zasolenie: 0,5–30‰ (często zmienne w czasie i w zależności od warunków meteorologicznych)
lub 1–10‰ (1–10  g/l).